# Rodolfo de Zähringen
Rodolfo de Zähringen (1135 - † Herdern, Friburgo de Brisgovia, 5 de agosto de 1191) fue arzobispo de Maguncia (1160-1161) y príncipe-obispo del principado de Lieja desde 1167 hasta su muerte.

## Biografía
Era hijo de Conrado I de Zähringen y de Clemencia de Luxemburgo-Namur. En 1160 el pueblo de Maguncia le eligió como sucesor de Arnaldo de Selenhofen, pero el emperador Federico I Barbarroja no reconoció la elección por causa de las tensiones entre los Staufer y los Zähringen. Cuando el concilio de Lodi de 1161 anuló la elección de Rodolfo y le excomulgó, fue declarado sucesor Cristiano de Maguncia.
El 1167 fue propuesto como príncipe-obispo de Lieja, con la ayuda de su hermano Bertold IV, Balduino V de Henao y Enrique de Namur-Luxemburgo. Durante su mandato transfirió el cráneo de Lamberto de Lieja como reliquia a la catedral de Friburgo de Brisgovia.
Como sus proyectos políticos dentro del Sacro Imperio Romano Germánico no tenían éxito, se concentró en su obispado, que consideraba como un medio para enriquecerse. Un monje predicador, Lamberto el tartamudo, se opuso a la simonía obispal y a la lujuria de los canónigos. Rodolfo le mandó a prisión, pero el papa decidió su liberación.
Rodolfo participó en la tercera cruzada en abril de 1189 y acompañó al emperador, Federico I, hasta el campamento de Acre, aunque no hay menciones de sus hazañas militares. Al regreso hizo escala en Herdern, un feudo con sede en Brisgovia.  Murió durante la estancia aquí.
Según Cartellieri no fue un gran obispo ni realizó acciones destacables, sino ralentizar o impedir un movimiento de reforma y perseguir a Lambert el tartamudo.
Fue enterrado en la abadía de san Pedro de la Selva Negra.

### Citas
1. 1 2  Mélard, Claude (2013). «L'église impériale: de Frédéric de Namur à Albert de Cuyck». La principauté de Liège Essai de chronologie (en francés). Archivado desde el original el 5 de noviembre de 2013. Consultado el 21 de marzo de 2014.
2. 1 2  Cartellieri, Alexander (1875). «ADB:Rudolf (Bischof von Lüttich)». Allgemeine Deutsche Biographie (en alemán). Leipzig: Duncker i Humboldt. pp. 217 y ss. ISBN 3-7995-7041-1. Consultado el 21 de marzo de 2014.